# 갓파쿠와 여름방학을
《갓파쿠와 여름방학을》(일본어: 河童のクゥと夏休み)은 2007년 7월 28일에 개봉된 일본의 애니메이션] 영화이다.

## 줄거리
어느 날, 초등학생 ‘코이치’는 강가에서 신기한 모양의 돌을 발견하는데 이 돌에서 환상의 동물 갓파가 깨어난다. 
'코이치’ 가족들은 그에게 ‘쿠’라는 새로운 이름을 붙여주고 한 식구가 되어 즐겁고 신나는 여름날을 보낸다. 
도시 사람들의 눈을 피해 숨어 다녀야 하는 ‘쿠’는 갓파 친구들과 함께했던 자연에서의 삶을 그리워하게 되고, 엄마를 겨우 설득한 ‘코이치’는 ‘쿠’와 함께 대자연으로 여행을 떠난다.
하지만 갓파 친구를 만나지 못한 채 집으로 되돌아오게 되는데 이때, 오키나와에서 온 수상한 편지가 집으로 도착한다. 

## 배역
- 토미자와 카자토 : 쿠 역
- 요코카와 타카히로 : 우에하라 코이치 역
- 타나카 나오키 : 우에하라 야스오 역
- 니시다 나오미 : 우에하라 유카키 역
- 마츠모토 타마키 : 우에하라 히토미 역
- 나기라 켄이치
- 히라타 나나코
- 이케다 쿄스케
- 마츠오카 카즈키
- 무라카미 소우타
- 히로카즈 사키
- 요시타 케레오
- 고리

## 우리말 출연
- 김연우 - 쿠 역
- 전진아 - 코이치 역
- 사문영 - 히토미 / 기쿠치 역
- 윤세웅 - 코이치의 아빠 / 쿠의 아버지 역
- 최정현 - 코이치의 엄마 역
- 김현수 - 키자무나 역

## 수상 경력
- 2008년 4회 제천국제음악영화제 초청 패밀리 페스트 (하라 케이이치)
- 2009년 28회 브뤼셀국제애니메이션영화제 수상 장편애니메이션관객상 - 국제경쟁 (하라 케이이치)
- 2009년 1회 서울국제사회복지영화제 초청 희망의 시작 (하라 케이이치)

## 같이 보기
- 갓파
- 두부요괴